# 熱海ニューフジヤホテル
熱海ニューフジヤホテル（あたみニューフジヤホテル）は、熱海市熱海温泉街にある温泉ホテル。創業は1964年で、熱海でも最も大規模なホテルの一つである。熱海富士屋グループであったが経営が悪化、格安ホテルチェーンのひとつとして再生している。

## 概要

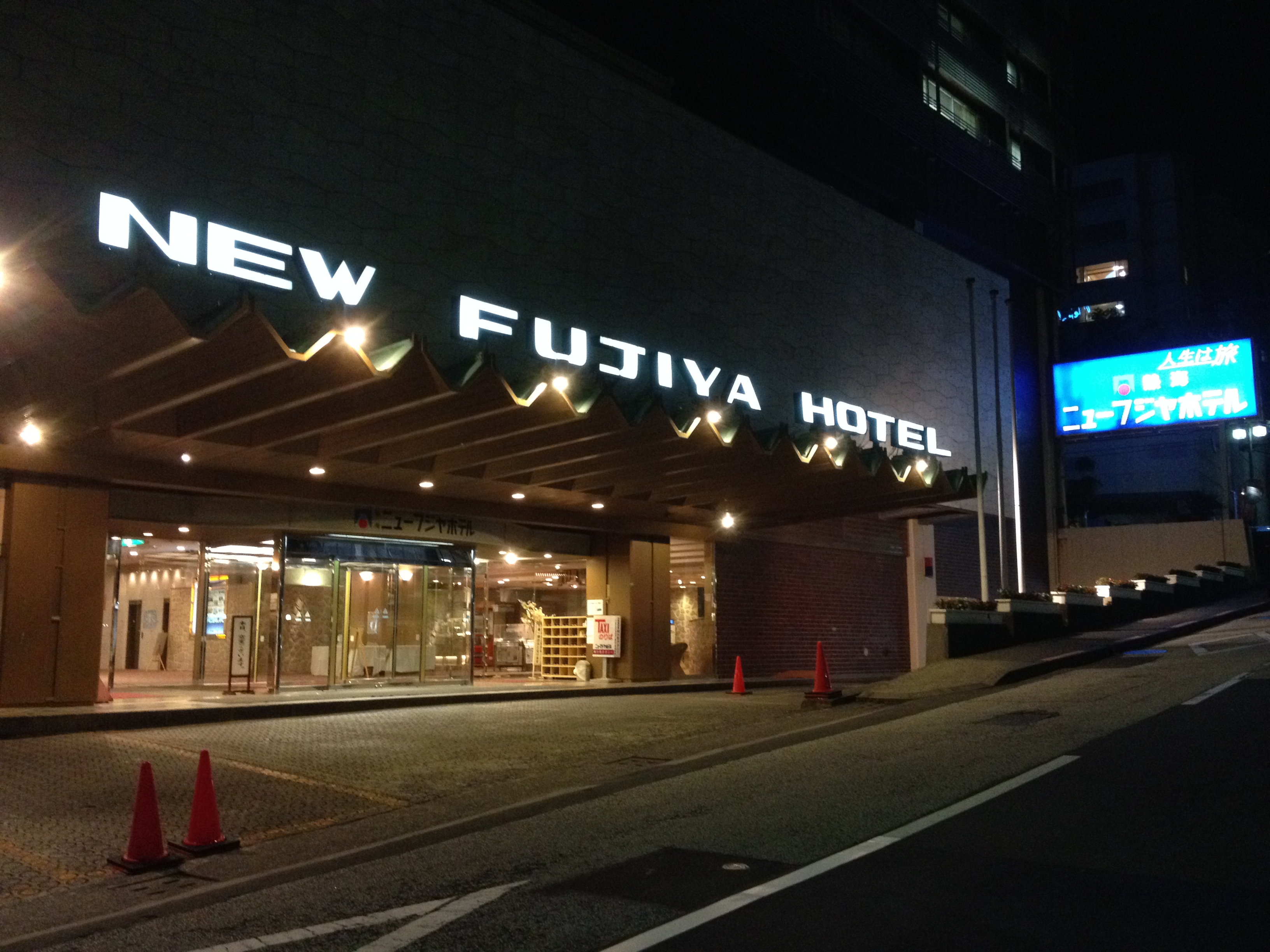
ニューフジヤホテル

1964年に熱海富士屋ホテルが総工費40億円、一万坪のニューフジヤホテルを開業。施工は大成建設。この当時、東海道新幹線開業や東京オリンピックを控えており外国人層の受け入れも兼ねて開業した総合リゾートホテルである。1986年には別館(アネックス)が開業した。
本館と別館（アネックス）との2棟からなり、客室総数は350室である。開業当時は、本館地下にアカデミー劇場という映画館（1980年4月25日閉館）や、室内プール、ボウリング場、お好み食堂（すし、てんぷら・中華）、スナックなど取り揃え、最上階にはナイトクラブなどがあり1階にも至るところにスナックバーがあったりと高級ホテルだったことが窺える。
開業時から今日まで熱海の大規模ホテルを代表する豪華ホテルだったが、経営が悪化、社長であった塩谷敦子の失脚や、経理責任者による1億円の横領事件などが話題となった。2005年には、カラオケ店チェーンなどを経営するクリアックス（東京・池袋、会長・李支宗）に事業譲渡され、「伊東園ホテルズ」の格安ホテルとしての再生が試みられている。同グループホテルの特徴である、365日統一料金、宿泊料1万円以下、夕食バイキング、麻雀・囲碁・将棋・カラオケ無料、プール無料などが当ホテルでも採用されている。なお、食事については会席料理のプランも採用されている。2017年4月からは伊東園ホテルズの中でもグレードの高い「伊東園リゾート」枠が同じ熱海温泉のホテル大野屋などと共に組み込まれ、格安ホテルよりもサービスの向上が図られている。
2017年1月6日に静岡県より旧耐震基準で建てられた、県内の不特定多数の者が利用する大規模建築物44棟の耐震診断結果を公表され、そのうちの1棟である当施設が震度6強以上の地震で「倒壊・崩壊する危険性が高い」と診断され、2019年9月より耐震改修工事行う予定であったが延期されている。
2021年7月3日、活発化した梅雨前線の影響で降雨が断続的に続いていた熱海市で土石流が発生。翌日4日約387人の避難者全員を当ホテル施設で受け入れることになり、同日午後から受け入れ、移送された。

## 施設

### 温泉
展望露天風呂
本館の11階にあり、「大島」と「初島」という名前。どちらも相模灘に面しており、夜と朝とで男女入れ替わりをしていたが現在は入れ替わりをしていない。夜景、朝日、初島や大島を眺望でき、また花火大会の日は花火も見ることが出来る。以前は源泉かけ流し式と公式ページなどで謳っていたが、源泉かけ流しではない。
展望貸切風呂
上記の展望風呂の横に増改築されて登場した。予約なく、自由開放であったが、2015年6月に終了した。
露天風呂
「家康の湯」という名前であり、別館（アネックス）3階にある。源泉は熱海23号（通称：大湯）。
大浴場
通常の大浴場である他、サウナがある。伊東園として開業後しばらくは朝まで24時間の利用可であったが現在、夜中は不可である。開業当初、男湯の場所には映画館が、女湯の場所には当ホテルの男湯と女湯があった。以前は混合泉であったが、現在は別館と同じく熱海23号のみ使われている。

### 食事
バイキング（夕食）
会場は、別館（アネックス）1階のコンベンションホール「麗峰」にて。和洋中と揃っており、一部ではその場で調理しているものもある。ソフトドリンク、アルコール類などが飲み放題となる。また、年中一律料金を掲げる伊東園ホテルグループの中でも「ズワイカニ」を頻繁に提供されることで知られる。
会席料理（夕食）
最上階から熱海の眺望が堪能しながら食事ができる。バイキングプランよりも割高となる。以前は飲み物類は別料金であったが、現在は飲み放題である。
居酒屋・ラーメン処 祭広場
本館地下にあり、名前のとおりアルコール、ソフトドリンク、ラーメンやその他軽食を有料で提供している。25時まで営業している。大浴場の前に位置している。

### 館内設備
みはらし休憩処「ラ・プラージュ」
最上階にある。水のサービスや囲碁・将棋などが置いてある。以前の館内案内冊子ではお茶が用意されていると記載されているが、実際は水のみ(以前はウーロン茶のドリンクバーがあった。)である。買収される前はフランス料理の食事会場であった。
カラオケサロン「ミッド ナイト サン」
以前は、有料の施設であったが、現在は下記と同じ扱いである。開業当初はゲームセンターがあった。
カラオケルーム「ハイランド・ラウンジ」
無料で使える。ただし、予約制ではなく、自由解放のため、ノリノリで歌っているときに、見知らぬ同じ宿泊者が突如、現れることもあるので注意されたい。またグループ客用の貸切のカラオケルームも2室ある。ハイランドラウンジは開業当初、映画館の敷地の一部であった。
コーヒーラウンジ「グリーンリーフ」
以前はケーキなど販売する有人の喫茶店であったが、現在は営業をせず、カップ式の自動販売機が置かれている。
庭園「相生」
インターネットコーナー（無料）
ゲームコーナー
プール（ゴールデンウィーク、夏季のみ）
囲碁・将棋サロン「飛天」（無料。ラプラージュと同じ場所）
麻雀ルーム（無料）
中国整体買収される前は、和食の料理処であった。
卓球コーナー
ダンスホール
など

### 宴会施設
麗峰
25メートルの大舞台の舞台も備えており、収容人数が2000名可能。熱海では最大である。また舞台にはせり上がり機能もある（現在は改装され舞台の上も食事スペースとなっているためその機能が残っているか不明）。普段は夕食・朝食のバイキング会場に使われている。買収される前はディナーショーが行われていた。:他8種類ほど（各400人 - 30人程度の中・小規模）

### 所在地
海岸までは徒歩3分であり、海側の部屋からは初島など相模湾を眺望でき、また海岸までの近さ故に熱海海上花火大会などへは抜群の立地である。
住所
静岡県熱海市銀座町1-16
アクセス
熱海駅から車で3分、徒歩でも10分圏の立地であり、また無料送迎バスも運行されている。熱海発17:30が最終である。

### その他
- 別館の側には熱海七湯のひとつである大湯間欠泉や、その横には日本初の公衆電話BOXがある。
- 和室の場合、ふとんは宿に到着時、既に敷かれている。
- 客室の鍵はオートロックではない。かつてカードキーだった跡として、カードリーダーがドアについていたりする。
- 最上階の11階は1階に置かれてる全体模型やロケ地となったドラマを確認する限り、増改築された屋上部分であることがわかる。
- 2010年までテナントとして入居していたJTBの熱海支店はホテル開業時から入居していた。
- このホテルも含み、熱海界隈ではかつて各ホテルが自前の飲み屋、娯楽設備を充実させた上に門限なども設けたりしたため、宿泊客が街へ出なくなり物議をかもしたことがある。
- 熱海の夜景が有名であるが、いまなお屋上にてネオンを点灯し熱海の夜景に貢献している数少ないホテルの一つである。
- 伊東園グループのなかでは周辺の金城館、大野屋とともに他のグループより格上の扱いとなっている。

## 熱海冨士屋ホテル
塩谷一族は、熱海・海岸通りに「熱海富士屋ホテル」も経営していた。同ホテルは、1947年に「ニューフジヤ」として開業した後、「熱海富士屋ホテル」に改称したが、1999年に廃業した。
当ホテルを経営していたエスエフ商事（設立時の名称は「フジヤホテル」）は、かつて熱海ニューフジヤホテルを運営していたNFP社（設立時の名称は「ニューフジヤホテル」）とともに、2009年に倒産した。破産申請時の負債総額は、両社あわせて約88億円であった。

## 熱海のナツメヤシ
熱海のナツメヤシは、熱海ニューフジヤホテルに植栽されているナツメヤシ。
明治4年イタリア人によってレモン、あたみ桜とともに熱海にもたらされた。
1972年9月26日に静岡県指定天然記念物に指定されている。